# Смертельное оружие
«Смертельное оружие» (англ. Lethal Weapon) — боевик режиссёра Ричарда Доннера, по сценарию Шейна Блэка, снятый в США в 1987 году. Номинация на премию «Оскар» в категории «Лучший звук» (1988). Картина положила начало успешной серии «Смертельное оружие» и стала одним из наиболее известных боевиков 1980-х годов.

## Сюжет
Молодая девушка кончает жизнь самоубийством, сбросившись среди ночи с лоджии отеля. Ранним утром детектив Мартин Риггс (Мел Гибсон) перехватывает сообщение о снайпере, прибывает на место, где уже был ранен ребёнок, и убивает снайпера, а после осуществляет задержание наркоторговцев, в ходе которого погибают почти все продавцы. На место смерти девушки прибывает полицейский детектив Роджер Мерто́ (Денни Гловер). Узнав имя погибшей (Аманда Хансакер) и имена её родителей, он понимает, что это дочь его сослуживца, который звонил несколько дней назад.
Находясь у себя дома, Риггс смотрит на фото жены и пытается застрелиться, но в последний момент останавливается.
У Мерто́ сегодня день рождения, и он узнает, что ему назначают нового напарника, того самого Риггса, с которым никто не хочет работать, так как тот имеет суицидальные наклонности из-за недавней смерти жены. Психолог предлагает отстранить Риггса от службы, но начальник отдела по расследованию убийств Мёрфи (Стив Кахан) ничего не хочет слушать. Вскоре после этого Риггс и Мерто принимают вызов по рации о том, что мужчина собирается покончить жизнь самоубийством. Риггс спрыгивает с несчастным с крыши, Мерто в ярости предлагает Риггсу застрелиться и, когда тот подносит пистолет к голове, едва успевает заклинить спусковой механизм.
Мерто и Риггс приезжают в Беверли Хиллс проверить адрес человека, который оплачивал квартиру, из которой выпрыгнула Аманда Хансакер. Там они видят двух девушек, фасующих наркотики, и человека, который пытается их застрелить, но погибает сам. Внезапно у Риггса появляется версия о причастности свидетельницы, которая обнаружила тело погибшей, к смерти Аманды. Ей оказывается некая Дикси (Лисия Нафф), проститутка, которая видела прыжок Аманды из окна. На следующий день Риггс и Мерто едут к Дикси домой, но когда они приблизились к дому, он взорвался. Мальчишки, гуляющие рядом с домом Дикси, рассказывают о человеке из газовой компании, с татуировкой в виде змеи и кинжала, точно такой же, что есть на плече у Риггса.
Анализы крови Аманды говорят о том, что её отравили, это означает, что она умерла бы в любом случае. Это приводит детективов к её отцу Майклу Хансэкеру (Том Аткинс), который просил Мерто вернуть ему долг за спасённую им жизнь во Вьетнаме и наказать убийц дочери. Оказывается, отец погибшей девушки во времена Вьетнамской войны входил в группу ЦРУ, которая уничтожила наркоторговцев, а после войны прибрала их бизнес к рукам и начала осуществлять поставки в США. Хансэкер отмывал для них деньги. Во время разговора Мерто и Хансэкера внезапно появившийся мистер Джошуа (Гэри Бьюзи) расстреливает Майкла, не дав ему рассказать всего.
Генерал Питер МакКалистер (Митчелл Райан) приказывает убить Риггса, в него стреляют на улице из проезжающей машины, но, к счастью, на Мартине был бронежилет. Детективы решают использовать это и объявляют Риггса мёртвым. Тем временем дочь Мерто похищают, убив при этом её парня, и назначают Мерто встречу в пустыне. На неё приезжает и Риггс, вооружённый винтовкой с оптическим прицелом. Перестрелка заканчивается поимкой детективов, генерал МакКалистер перехватывает Риггса, а Джошуа ранит Мерто.
Захваченного Риггса пытают в помещении клуба, но он освобождается, убив палача — китайца Эндо, а затем спасает Мерто и Рианну (Трэйси Вулф). Пускаясь в погоню за мистером Джошуа, он упускает того на скоростном шоссе. Тем временем Мерто убивает генерала и понимает, что Джошуа знает, где он живёт. Джошуа приезжает домой к Мерто, убивает двух патрульных и входит в дом, но семьи Мерто там уже нет, а его ждут Риггс и Роджер. Во дворе дома Мартин предлагает Джошуа бой один на один, тот соглашается и завязывается драка, в которой Риггс с большим трудом побеждает, и полицейские хватают Джошуа. Однако он не собирается сдаваться — выхватив пистолет у одного из полицейских, он пытается убить Риггса, но Мартин и его напарник успевают застрелить преступника.
В финале фильма Риггс приходит к Мерто в канун Рождества и передаёт его дочери патрон, которым собирался застрелиться. Вышедший Мерто догоняет Риггса и приглашает его в дом на рождественский ужин.

## В ролях
| Актёр              | Роль                      |
| ------------------ | ------------------------- |
| Мел Гибсон         | сержант Мартин Риггс      |
| Дэнни Гловер       | сержант Роджер Мерта́      |
| Гэри Бьюзи         | мистер Джек Джошуа        |
| Митчелл Райан      | генерал Питер МакКалистер |
| Том Аткинс         | Майкл Хансэйкер           |
| Дарлин Лав         | Триш Мерта                |
| Трэйси Вулф        | Рианна Мерта              |
| Мэри Эллен Трейнор | доктор Стефани Вудс       |
| Джекки Суонсон     | Аманда Хансэйкер          |
| Эд О’Росс          | Мендес                    |
| Джимми Ф. Скэггс   | наркоторговец #1          |
| Альберт Лён        | Эндо                      |
| Свен-Оле Торсен    | наёмник                   |

## Оценки и критика
В 2012 году Мартин Риггс занял 100-е место в списке величайших кинематографических персонажей, составленном по результатам опроса журнала Empire.

## Премии и награды
- Номинация на «Оскар» в 1988 году в категории «Лучший звук»
- Премия «BMI Film Music Award» в категории «Лучшая музыка к фильму»
- 3 приза «Имидж»: за фильм, главную мужскую (Дэнни Гловер) и второплановую женскую (Трейси Вулф) роли
- Премия «Golden Reel Award» в категории «Лучший монтаж звука»
- Номинация на «Young Artist Award» за лучшую молодую актрису в триллере (Эбони Смит)